# Apostrophe (')
Apostrophe (') è il sesto album da solista di Frank Zappa, pubblicato nel 1974.

## Descrizione
Pubblicato nel marzo 1974 in formato stereo e quadrifonico, Apostrophe (') è ricordato come l'album dell'immensa discografia zappiana ad avere ottenuto il miglior risultato nelle classifiche americane, arrivando fino alla posizione numero dieci ed alla numero sei in Norvegia. Oltre a ciò, il pezzo Don't Eat the Yellow Snow, canzone che apre l'album, è ricordato come il primo singolo zappiano in assoluto ad entrare nelle classifiche discografiche, raggiungendo la posizione numero 86.

## Tracce
Lato A
Testi e musiche di Frank Zappa, eccetto dove indicato.
1. Don't Eat the Yellow Snow – 2:06
2. Nanook Rubs It – 4:37
3. St. Alphonzo's Pancake Breakfast – 1:52
4. Father O'Blivion – 2:18
5. Cosmik Debris – 4:10

Durata totale: 15:03
Lato B
1. Excentrifugal Forz – 1:31
2. Apostrophe' – 5:53 (Zappa, Bruce, Gordon)
3. Uncle Remus – 2:54 (Zappa, Duke)
4. Stink-Foot – 6:35

Durata totale: 16:53

## Formazione

### Formazione ufficiale
- Frank Zappa - voce, chitarra
- George Duke - tastiere
- Tom Fowler - basso
- Jean-Luc Ponty - violino
- Napoleon Murphy Brock - sassofono
- Ruth Underwood - vibrafono, percussioni
- Jim Gordon - batteria

### Ospiti
- Johnny Guerin - batteria
- Sal Marquez - tromba
- Ruth Underwood - percussioni
- Jack Bruce - basso
- Erroneous - basso
- Sugar Cane Harris - violino
- Ralph Humphrey - batteria
- Ian Underwood - sassofono
- Jean-Luc Ponty - violino
- Bruce Fowler - trombone
- Ray Collins - voce
- Aynsley Dunbar - batteria
- Kerry McNabb - voce
- Susie Glover - voce
- Ruben Ladron De Guevara - voce
- Robert "Frog" Camarena - voce
- Debbie - voce
- Lynn - voce